# Лисинское лесное училище
Лисинское лесное училище — среднее учебное заведение Корпуса лесничих.

## История училища
Положение и штаты «лисинского егерского училища», вместе с положением и штатом лисинского учебного лесничества были Высочайше утверждены 7 декабря 1834 года. Открыта егерская школа с двухлетним курсом для подготовки лесников была в 1835 году в селе Лисино Царскосельского уезда Санкт-Петербургской губернии. Первоначально в ней обучались только пансионеры частных землевладельцев, но с учреждением в 1837 году министерства государственных имуществ в школу стали принимать и казённокоштных воспитанников из государственных крестьян, которые по окончании курса поступали в лесную стражу.
В 1852 году в Лисино был командирован архитектор Н. Л. Бенуа для постройки здания учебного корпуса, которое было завершено в 1855 году.
В 1869 году Лисинская егерская школа была переименована в Лисинское лесное училище; количество учащихся в ней было установлено в 200 человек, в том числе 150 казённокоштных. В 1874 году к прежним предметам преподавания (Закон Божий, русский язык, арифметика, геометрия, съёмка и нивелировка, лесная ботаника, лесоводство, лесные законы, егерское искусство, правила отчётности, черчение, чистописание) были добавлены алгебра, тригонометрия, история, география, физика, метеорология, зоология, ботаника, законоведение и немецкий язык. Окончившие курс получали звание кондукторов I или II разрядов.
Увеличение выпускников высших лесных учебных заведениях привело Министерство государственных имуществ к решению «открыть несколько низших лесных школ с преподаванием преимущественно практическим и с оставлением воспитанников в такой обстановке, которая не отдаляла бы их от быта рабочих». В 1886 году приём в Лисинское училище был прекращён и в 1888 году оно было закрыто. За время своего существования училище выпустило 1489 чел., в том числе 1109 чел. со званием кондукторов, 134 лесных объездчика и 40 стрелков. В числе выпускников училища: В. Е. Боков (1871), И. Ф. Кучевский (1873), А. Е. Обухов (1884). В числе преподавателей были: Карл Давыдович Ридерстрём (лесная съёмка), Пётр Николаевич Вереха (лесная технология и лесные законы), Николай Егорович Попов (ботаника, 1863), Николай Матвеевич Зобов, Митрофан Кузьмич Турский, Дмитрий Михайлович Кравчинский.
После революция 1917 года усадьба в Лисино была разорена. С 1934 по 1941 год в Лисино работал Лисинский лесотехнический техникум, а с 1946 года — Лисинский лесной техникум. В 1971 году Лисинский лесной техникум и Тосненский опытно-показательный лесхоз были реорганизованы в Лисинский лесхоз-техникум. В 1990 году на базе лесхоза-техникума был создан лесной колледж; в настоящее время — ГБУ «Лисинский лесной колледж».